# Vampires Are Alive
Chansons représentant la Suisse au Concours Eurovision de la chanson
If We All Give A Little
(2006) Era stupendo
(2008)
Vampires Are Alive, est une chanson écrite et composée par DJ Bobo, interprétée pour représenter la Suisse au Concours Eurovision de la chanson 2007 à Helsinki, donné favorite par l'OGAE ne parvient pas à se qualifiée pour la finale.